# Tsugaru Chikatari
Tsugaru Chikatari est un nom japonais traditionnel ; le nom de famille (ou le nom d'école), Tsugaru, précède donc le prénom (ou le nom d'artiste).
Tsugaru Chikatari (津軽 親足, 28 septembre 1788-16 septembre 1849) est le 1er daimyō du domaine de Kuroishi au nord de la province de Mutsu dans le Honshū, (moderne préfecture d'Aomori) au Japon. Son titre de courtoisie est Kai-no-kami.

## Biographie
Tsugaru Chikatari, quatrième fils de Kuroda Naoyuki, daimyō du domaine de Kururi dans la province de Kazusa, (partie de l'actuelle préfecture de Chiba), naît dans la résidence du domaine située à Edo. En 1805, il est adopté comme héritier posthume de Tsugaru Tsunetoshi (1789-1805), 7e daimyo de Kuroishi, dépendance hatamoto du domaine de Hirosaki de 4 000 koku de revenus. Cependant, en avril 1809, le shogunat Tokugawa accède à la demande d'élever le statut de Kuroishi à celui de han dans le cadre d'un accord avec Tsugaru Yasuchika sur l'envoi de troupes pour garder la frontière d'Ezo et Chikatari voit son revenu augmenté d'un montant supplémentaire de 6 000 koku, ce qui lui permet de rejoindre les rangs des daimyōs. Il se retire en 1825 et transmet l'administration du domaine à son fils adopté, Tsugaru Yukitsugu. Il décède en 1849 à la résidence du clan à Edo. Sa tombe se trouve au Jūyō-in, le temple du clan, dans l'arrondissement Taitō-ku de Tokyo.

## Source de la traduction
- (en) Cet article est partiellement ou en totalité issu de l’article de Wikipédia en anglais intitulé « Tsugaru Chikatari » (voir la liste des auteurs).